# Monte Devio
Il monte Devio (264 m s.l.m. - detto anche monte d'Elio) è un complesso collinare situato nel comune di San Nicandro Garganico, tra i laghi costieri di Lesina e Varano, sul quale sorgeva l'antico casale di Devia.
Il toponimo, assai dibattuto, è identificato come monte d'Elio dalla cartografia e dai documenti moderni. Di fatto, una tradizione relativamente recente fa risalire tale denominazione alla sfera culturale ellenistica (dal gr. Ἥλιος, hèlios = sole) che in esso identificherebbe, quindi, "il monte dove nasce il sole". Tuttavia, il nome sembra piuttosto verosimilmente dovuto alla presenza dell'abitato di Devia (monte Devio, appunto), mentre la denominazione attualmente ricorrente potrebbe ascriversi alle manie classicistiche del periodo rinascimentale o neoclassico: questa ipotesi è supportata dalla toponomastica desunta da tutti i documenti medievali nonché dalla tradizione del vernacolo locale.
Con un'altitudine massima di 264 m s.l.m., e un'estensione di quasi 900 ettari, costituisce una zona di notevole interesse naturalistico ed archeologico. Questa qualità, unita alla particolare bellezza del paesaggio, ne fanno uno dei luoghi più rilevanti del parco nazionale del Gargano.
Recentemente, grazie alle proprietà microclimatiche e alla sua fertilità, in un vasto pianoro dell'altura denominato Tavoliere si è sviluppata un'importante rotazione di colture intensive di tipo biologico.